# 滑铁卢档案报
滑铁卢档案报（Waterloo Region Record ）是加拿大安大略省滑鐵盧區的一份報紙，出版範圍涵蓋基秦拿、滑铁卢和剑桥等城市以及周边地区。自1998年12月起，滑铁卢档案报由Torstar的子公司Metroland Media Group負責出版。 2020年5月26日，Torstar被私人投资公司NordStar Capital收购；该交易於當年年底前完成。 